# Апостольский нунций в Боливии
Апостольский нунций в Многонациональном Государстве Боливия — дипломатический представитель Святого Престола в Боливии. Данный дипломатический пост занимает церковно-дипломатический представитель Ватикана в ранге посла. Как правило, в Боливии апостольский нунций является дуайеном дипломатического корпуса, так как Боливия — страна с преимущественно католическим населением. Апостольская нунциатура в Боливии была учреждена на постоянной основе в 1917 году. Её резиденция находится в Ла-Пасе.
В настоящее время Апостольским нунцием в Боливии является архиепископ Фермин Эмилио Соса Родригес, назначенный Папой Франциском 17 ноября 2023 года.

## История
Дипломатические отношения между Боливией и Святым Престолом были установлены ещё в 1857 году. Но только в 1882 году была образована апостольская делегатура Эквадора, Перу и Боливии.
В 1917 году была создана апостольская интернунциатура, которая была отсоединена от апостольской делегатуры Перу и Боливии. 11 января 1925 года апостольская интернунциатура была возведена в ранг Апостольской нунциатуры. Апостольская нунциатура находится в боливийской столице Ла-Пасе.

## Апостольские нунции в Боливии

### Апостольские делегаты
- Лоренцо Барили — (26 мая 1851 — 17 июня 1856 — назначен апостольским нунцием в Испании);
- Марино Марини — (14 августа 1857 — 27 марта 1865 — назначен епископом Орвьето, с персональным титулом архиепископа);
- Марио Моченни — (14 августа 1877 — 28 марта 1882 — назначен апостольским интернунцием в Бразилии);
- Антонио Сабатуччи — (18 апреля 1882 — 29 ноября 1886 — назначен официалом Римской курии);
- Беньямино Кавиккьони — (21 марта 1884 — 4 июля 1885 — назначен официалом Римской курии);
- Пьетро Гаспарри — (26 марта 1898 — 23 апреля 1901 — назначен официалом Римской курии);
- Алессандро Бавона — (17 июля 1901 — 13 ноября 1906 — назначен апостольским нунцием в Бразилии);
- Анджело Мария Дольчи — (7 декабря 1906 — сентябрь 1910);
- Анджело Джачинто Скапардини, O.P. — (23 сентября 1910 — 4 декабря 1916 — назначен апостольским нунцием в Бразилии);

### Апостольские интернунции
- Родольфо Кароли — (28 апреля 1917 — 25 января 1921);
- Тито Трокки — (мая 1921 — 11 января 1927 — назначен официалом Римской курии).

### Апостольские нунции
- Гаэтано Чиконьяни — (2 января 1925 — 15 июня 1928 — назначен апостольским нунцием в Перу);
- Карло Кьярло — (12 октября 1928 — 28 января 1932 — назначен апостольским интернунцием в Коста-Рике);
- Луиджи Чентоц — (28 января 1932 — 14 сентября 1936 — назначен апостольским нунцием в Венесуэле);
- Федерико Лунарди — (16 ноября 1936 — 31 октября 1938 — назначен апостольским нунцием в Гондурасе);
- Эджидио Лари — (11 мая 1939 — 3 января 1945);
- Джузеппе Бурцио — (2 мая 1946 — 18 декабря 1950 — назначен апостольским нунцием на Кубе);
- Серджо Пиньедоли — (22 декабря 1950 — 19 октября 1954 — назначен апостольским нунцием в Венесуэле);
- Умберто Моццони — (13 ноября 1954 — 20 сентября 1958 — назначен апостольским нунцием в Аргентине);
- Кармине Рокко — (5 октября 1961 — 16 сентября 1967 — назначен апостольским нунцием на Филиппинах);
- Джованни Гравелли — (24 декабря 1967 — 12 июля 1973 — назначен апостольским нунцием в Доминиканской Республике);
- Джузеппе Лайгуэлья — (3 августа 1973 — 20 января 1979 — назначен апостольским про-нунцием на Кубе);
- Альфио Раписарда — (22 апреля 1979 — 29 января 1985 — назначен апостольским про-нунцием в Демократической Республике Конго);
- Сантос Абриль-и-Кастельо — (29 апреля 1985 — 2 октября 1989 — апостольским нунцием в Камеруне);
- Джованни Тонуччи — (21 октября 1989 — 9 марта 1996 — апостольским нунцием в Кении);
- Рино Пассигато — (18 марта 1996 — 17 июля 1999 — назначен апостольским нунцием в Перу);
- Юзеф Весоловский — (3 ноября 1999 — 16 февраля 2002 — апостольским нунцием в Казахстане);
- Иво Скаполо — (26 марта 2002 — 17 января 2008 — назначен апостольским нунцием в Руанде);
- Лучано Суриани — (22 февраля 2008 — 21 ноября 2008);
- Джамбаттиста Дикваттро — (21 ноября 2008 — 21 января 2017 — назначен апостольским нунцием в Индии и Непале);
- Анджело Аккаттино — (12 сентября 2017 — 2 января 2023 — назначен апостольским нунцием в Танзании);
- Фермин Эмилио Соса Родригес — (17 ноября 2023 — по настоящее время).